# Le Rocher de Tanios
Le Rocher de Tanios est un roman d'Amin Maalouf publié le 8 septembre 1993 aux éditions Grasset et ayant obtenu le prix Goncourt la même année.

## Historique
Largement pressenti lors de la rentrée littéraire pour les principaux prix, le roman remporte le prix Goncourt en novembre 1993.
Le Rocher de Tanios est construit autour d'un événement historique[réf. nécessaire] : au XIXe siècle, au Liban, eut lieu le meurtre d'un patriarche. L'assassin, un certain Abou-Kichk Maalouf, se réfugia à Chypre avec son fils. Il fut rapatrié par une ruse d'un agent de l'émir, puis exécuté. Amin Maalouf a imaginé pour son roman l'histoire du fils de l'assassin, qu'il nomme Tanios. Comme il le précise lui-même, seul l'événement dont il est question dans le paragraphe ci-dessus est réel.

## Résumé
Kfaryabda, un village dans les montagnes libanaises. Tous les matins, nombreux se pressent vers le château pour y « voir » la main du cheikh. Ce dernier a une réputation de séducteur et amateur de femmes. Et justement, celle de son intendant, nommée Lamia, resplendit d'une beauté sans égal. Un jour, elle donne naissance à un fils, Tanios. Très vite, les rumeurs se répandent sur l'identité de son père. Des rumeurs qui poursuivront Tanios tout au long de sa vie, d'abord à son insu. Il grandit, entre à l'école d'un pasteur anglais, peu à peu s'éloigne de ses proches, se réfugiant dans l'étude. Il rencontre Asma, jeune fille pétillante.
Puis tout bascule. Une détresse, un geste de son père pour protéger son fils – un geste qui fait couler du sang sur le sentier des montagnes. Tanios et son père courent pour s'échapper jusqu'à Chypre, où ils reprennent haleine. Sur les marches de l'hôtel, une jeune dame laisse tomber des oranges d'un panier. Tanios les ramasse et les lui ramène. Il ne connaît pas sa langue, elle ne connaît pas la sienne. Leurs regards se croisent, un sourire. Une histoire, celle d’un garçon, avant, pendant et après sa vie. L'histoire d'un fugitif, d'un homme, d'un fils. L'histoire des montagnes, de la mer en contrebas.

## Éditions
- Le Rocher de Tanios, Éditions Grasset, Paris, 1993  (ISBN 2246462711).
- Le Rocher de Tanios, Le Livre de poche, 1996  (ISBN 2253138916)

Livre audio
- Amin Maalouf (auteur) et Guy Moign (narrateur), Le Rocher de Tanios, Paris, Livraphone, 5 septembre 2005 (EAN 335-89-500-0114-9, BNF 40103796)Support : 1 disque compact audio MP3 ; durée : 7 h 53 min environ ; référence éditeur : Livraphone LIV 256M. La notice bibliographique BNF indique, par erreur, une durée de 7 h 50 min. Cette version audio du roman avait précédemment fait l'objet d'une édition sous forme de cassettes audio, parues chez le même éditeur en décembre 1999.